# Complexo da via in Arcione
Complexo da via in Arcione (em italiano:  Complesso di via in Arcione) é um conjunto de ruínas subterrâneas muito grande e pouco conhecido localizado no rione Trevi de Roma, na Itália, entre a via dei Maroniti e a via in Arcione. Por sua localização, é conhecido também como Complexo dos Maronitas (em italiano:  Complesso dei Maroniti). Foi escavado entre 1969 e 1973 por ocasião da construção de um estacionamento subterrâneo de múltiplos pisos e foi revelada uma vasta zona arqueológica que se estende por mais de 1540 m2, com uma ínsula, tavernas, uma casa senhorial, um edifício de estrutura complexa e com muitos arcos, cujo objetivo permanece indefinido. Entre os edifícios também foi conservada uma estrada de paralelepípedos . A variedade de técnicas de construção revelam o desenvolvimento da construção civil e o dinamismo imobiliário da época.